# Марани, Мауро
Мауро Марани (итал. Mauro Marani, родился 9 марта 1975 в Римини) — сан-маринский футболист, игравший на позиции центрального защитника.

## Биография
Выступал на протяжении клубной карьеры за команды чемпионата Сан-Марино «Космос», «Ювенес/Догана», «Мурата», «Пеннаросса», «Ла Фиорита» и «Мурата». За сборную Сан-Марино провёл 24 матча, в том числе 13 игр отборочного турнира к чемпионату мира. Числился в заявке на турнир Средиземноморских игр 1997 года. 15 октября 2008 года заработал красную карточку в игре против сборной Северной Ирландии за то, что ударил североирландца Майкла О’Коннора.